# Günter Grass
Günter Grass (født 16. oktober 1927 i Fristaden Danzig nu Gdansk, Polen, død 13. april 2015 i Lübeck) var en tysk nobelprisvindende forfatter, og også grafiker og billedhugger.

## Biografi
Grass var af tysk/kasjubisk oprindelse, og som barn i 1930-erne tilsluttede han sig Hitlerjugend og blev senere indkaldt til Waffen-SS, efter SS ophørte med at være en frivillig organisation. Han blev såret i 1945 og blev krigsfange i Marienbad i Tjekkoslovakiet; han blev løsladt året efter. I 1948 begyndte han sine studier på Düsseldorf Kunstakademi, hvor han studerede skulptur- og malerkunst, og var fra 1953 til '55 på Statsakademiet for Kunst i Berlin. Under sine studier foretog han adskillige rejser – blandt andet til Paris, hvor han boede fra 1956 til '60, og hvor han arbejdede som billedhugger og forfatter.

### Det tidlige forfatterskab
I Paris skrev Grass sin første og internationalt succesfulde roman, Bliktrommen (1959 da. 1961). Bogen er en skildring af en sindssyg mand, Oskar, der som treårig nægter at blive voksen og derfor kaster sig ned ad en kældertrappe, med det resultat, at han holder op med at vokse; til gengæld udvikler han to andre egenskaber: Han lærer at synge så højt, at glas splintres, og han lærer trommespil, så han spolerer nazimøder, da ingen kan marchere til vals.
Bogen var en del af ”Danzig”-trilogien om Nazi-Tyskland, hvortil der også hører Katten og Musen (1961, da. 1963) og Hundeår (1963, da. 1965). Katten og Musen handler om den fattigere middelklasseungdom i Danzig under krigen, mens Hundeår handler om Efterkrigstysklands accept af tidligere nazister. Alle lige socialkritiske, som det var kendetegnet for forfattergruppen, Gruppe 47, hvor Grass var medlem.

### Det senere forfatterskab
I 1960-erne blev han politisk aktiv for de tyske socialdemokrater SPD. Her skrev han taler for den kommende Kansler, Willy Brandt (1913-1992) – Talerne er samlet i udgivelsen Der Bürger und seine Stimme (1974).
I 1970'erne og '80'erne reflekterede Grass nærmere over mere tidsnære tyske problemstillinger som feminisme, økologi og kogekunst. Og efter at have udgivet sin fiktive og kritiske ”dagbog” om valgkampagnen med SPD ”Af en snegls dagbog” (1972, da. 1973), skrev han sit andet hovedværk ”Flynderen” (1977, da. 1978). ”Flynderen” omhandler mytologien og tiden, og den spænder fra oldtiden til 70'ernes Gdansk. Den viser civilisationens udvikling som en kamp mellem mænds destruktive storhedsvanvid og kvinders fortræffelige bedrifter. Dele af romanen blev skrevet i Naturstyrelsens Vogterhus i Ulvshale på Møn, som Grass tog ophold i hver sommer siden 1976.
”Rottesken” (1986) er om økologien og fredsbevægelserne.
Grass skabte for alvor debat med ”En længere historie” (1995) om Tysklands genforening efter Berlinmurens fald, som han ser i lyset af den nationale genforening i 1871. Grass var selv imod genforeningen og så den som nazisternes anneksion af tyskebefolkede landområder under ”Lebensraum”.
I 2006 påbegyndte Grass en selvbiografisk trilogi med udgivelsen af ungdomserindringerne Når løget skrælles (da. 2007). Heri afslørede Grass, at han som 15-årig under Anden Verdenskrig meldte sig frivilligt som soldat og som 17-årig blev indkaldt til elitetropperne Waffen-SS. Det vakte hård kritik fra flere sider, fordi der skulle gå mere end 60 år, før forfatteren, der igen og igen har kritiseret tyskerne for ikke at konfrontere deres fortid, fortalte åbent om sin egen fortid. I 2008 udkom romanen Mørkekammerhistorier (da. 2009), hvor Grass beskriver sit liv set ud fra sine egne børns perspektiv. Tredje bind i trilogien er Grimms Wörter, der udkom i 2010 og handler om filologerne og folkemindesamlerne Jacob og Wilhelm Grimm. Men også om Günter Grass selv, om hans kærlighed til det tyske sprog og om hans politiske engagement.

## Anerkendelse
Günter Grass er blevet tildelt en lang række af priser for både sine romaner, digte og skulpturer, hvoraf de mest bemærkelsesværdige er Georg Büchner-prisen i 1965, Sonningprisen i 1996 og Nobelprisen i litteratur i 1999. 
Europabevægelsen hædrede Grass med prisen som Årets europæer i 2012.

## Skulptur
- Der Butt [Flynderen] i Sønderborg, Søndre Havnegade (2004)